# María del Socorro Bustamante
Pour les articles homonymes, voir Bustamante.
María del Socorro Bustamante, née le 17 février 1944 à Palmira (Valle del Cauca) et morte le 20 mars 2015 à Rionegro (Antioquia), est une avocate, une juriste et une femme politique colombienne.

## Biographie
Diplômée de l'Université Santiago de Cali, elle se spécialise en droit du travail à l'Université nationale de Colombie à Bogota, puis en droit de la famille à l'Université de San Buenaventura de Cali. 
Juge municipal de Candelaria, puis de Palmira, elle se fait élire conseillère municipale de Palmira, puis devient secrétaire départementale pour l'éducation du Valle del Cauca. De 1990 à 1994, elle siège comme députée à la Chambre des représentants. De 1994 à 2002, elle est sénatrice.